# ویلهلم واگنفلد

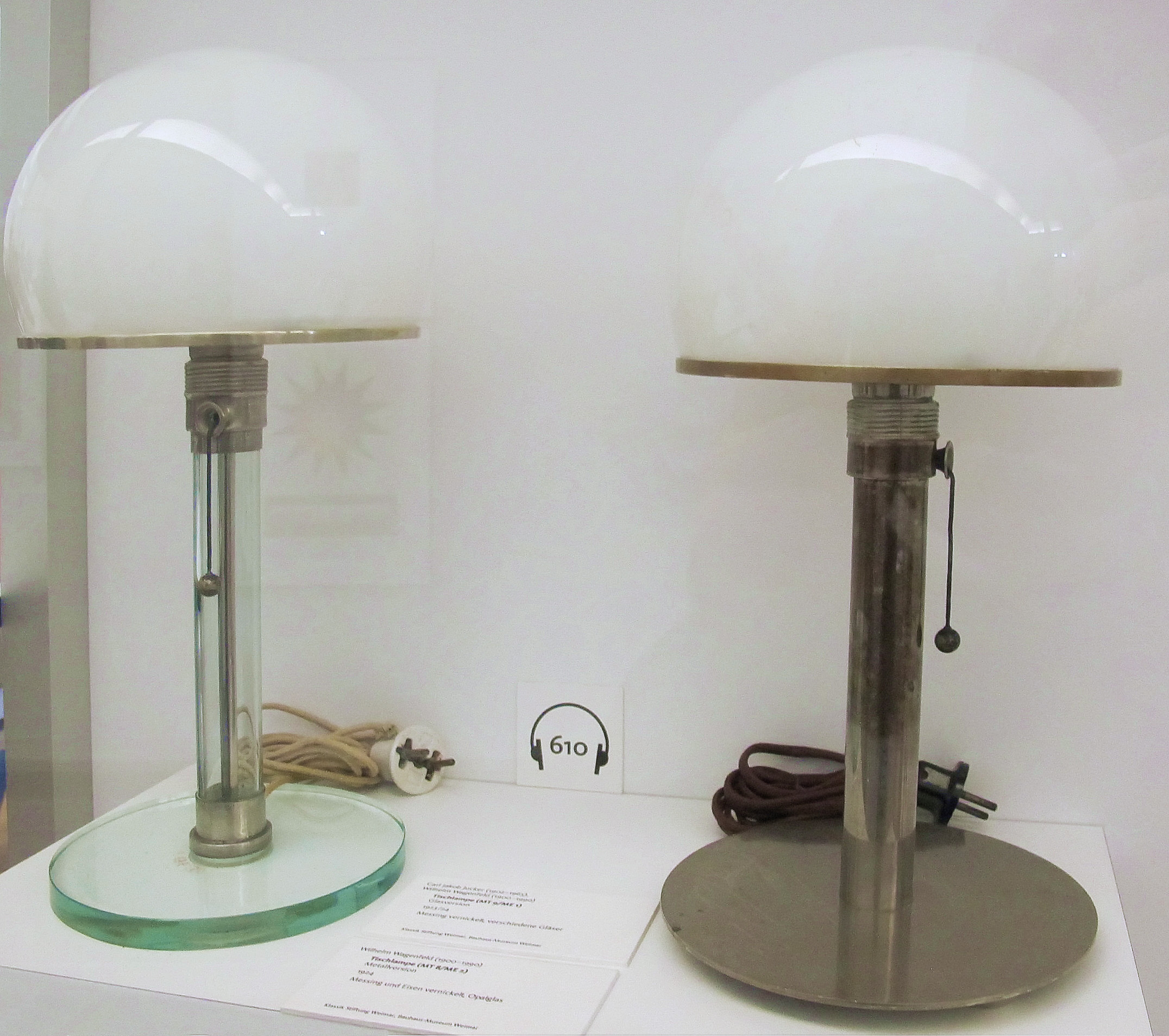
چراغ معروف دبلیوای۲۴ واگنفلد، متعلق به سال ۱۹۲۴ میلادی

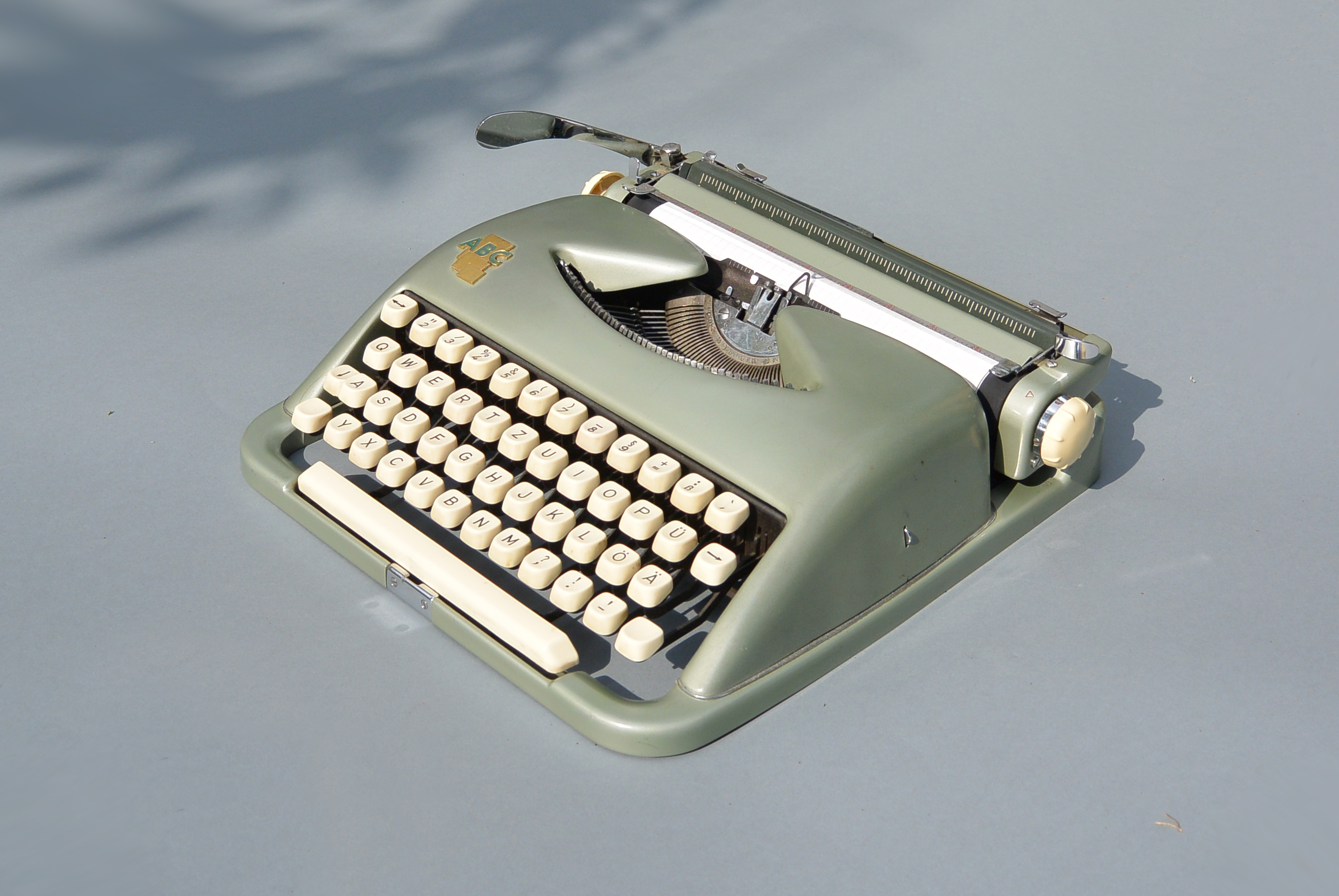
ماشین تحریر «ای‌بی‌سی»

ویلهلم واگنفلد (به آلمانی: Wilhelm Wagenfeld)؛ (زادۀ ۱۵ آوریل ۱۹۰۰ میلادی – درگذشتۀ ۲۸ مهٔ ۱۹۹۰ میلادی) یک طراح صنعتی مهم اهل آلمان و دانشجوی سابق مدرسهٔ هنر باوهاوس بود. او کارهای شیشه‌ای و فلزی را برای ینائر گلاس‌ورک شات اوند گن.، شیشه‌کاری لاوزیتستر متحد در وایسواسر، روزنتال، شرکت براون و وی‌ام‌اف طراحی کرد. برخی از طرح‌های او هنوز هم تا به امروز تولید می‌شود.

## زندگی‌نامه
واگنفلد از سال ۱۹۱۴ تا ۱۹۱۸ میلادی به عنوان یک طراح فنی صنعتی در کوخ و برگفلد، یک کارخانۀ ظروف نقرۀ برمن، کارآموزی کرد و از سال ۱۹۱۶ تا ۱۹۱۹ میلادی در برمن کونست‌گوربه‌شوله (مدرسه هنرهای کاربردی) حضور یافت. او برای تبدیل شدن به یک نقره‌ساز در آکادمی طراحی هانائو از سال ۱۹۱۹ تا ۱۹۲۲ میلادی آموزش دید. از ۱۹۲۳ تا ۱۹۲۵ در باوهاوس در وایمار تحصیل کرد. او یک دورهٔ مقدماتی را با لاسلو موهولی-ناگی در سال سوم خود گذراند و بعداً در کارگاه فلزی باوهاوس آموزش دید. در این مدت او برخی از آثار معروف خود را طراحی کرد، مانند باوهاوس دبلیوای۲۴ 'چراغ واگنفلد' در سال ۱۹۲۴ میلادی.
هنگامی که باوهاوس در وایمار در آوریل ۱۹۲۵ میلادی بسته شد، به منظور نقل مکان به دسائو، او برای تکمیل تحصیلات خود با آن همراه نشد، بلکه در وایمار ماند. پس از اتمام امتحانات کارآموزی خود در نقره‌سازی به عضویت ورک‌بوند آلمان درآمد. او در ۱ آوریل ۱۹۲۶ میلادی سمت دستیار کارگاه فلزی را در اشتاتلیشن هوخ‌شوله فور هندورک اوند باوکونست وایمار (آکادمی دولتی صنایع دستی و معماری) گرفت و در ۱ آوریل ۱۹۲۸ میلادی رئیس بخش شد. مدرسه در ۱ آوریل ۱۹۳۰ میلادی به دلیل فشار نازی‌ها تعطیل شد، اما واگنر و معلمان دیگر حقوق تمام طرح‌هایی را که در حین کار در مدرسه ایجاد کرده بودند، دریافت کردند.
از آن زمان به صورت آزاد شروع به کار کرد و کمیسیونی را برای وزارت اقتصاد تورینگن به عهده گرفت. در سال ۱۹۳۱ میلادی در آکادمی دولتی هنر در برلین-شونبرگ تدریس کرد. از سال ۱۹۳۵ تا ۱۹۴۷ میلادی او مدیر هنری فرآینیشته لاوزیتستر گلاس‌ورکه (شیشه‌کاری لاوزیتستر متحد) در ویسواسر بود. آثار او در سال ۱۹۳۷ میلادی در نمایشگاه بین‌المللی هنر و تکنیک‌های مدرن (نمایشگاه بین‌المللی هنر و فن‌آوری در زندگی مدرن)، و همچنین در سال ۱۹۴۰ میلادی سه‌سالانۀ هفتم میلان برندۀ جایزه شد.
واگنفلد از پیوستن به حزب نازی امتناع ورزید و به عنوان تنبیه به عنوان یک «آفت سیاسی» برای خدمت در جبهه شرقی با سپاه پرواز فرستاده شد. او در سال ۱۹۴۵ میلادی اسیر شد و تا سپتامبر ۱۹۴۵ میلادی در اردوگاه اسرای جنگی روسی نگهداری شد و به ویسواسر بازگشت.

## اثر

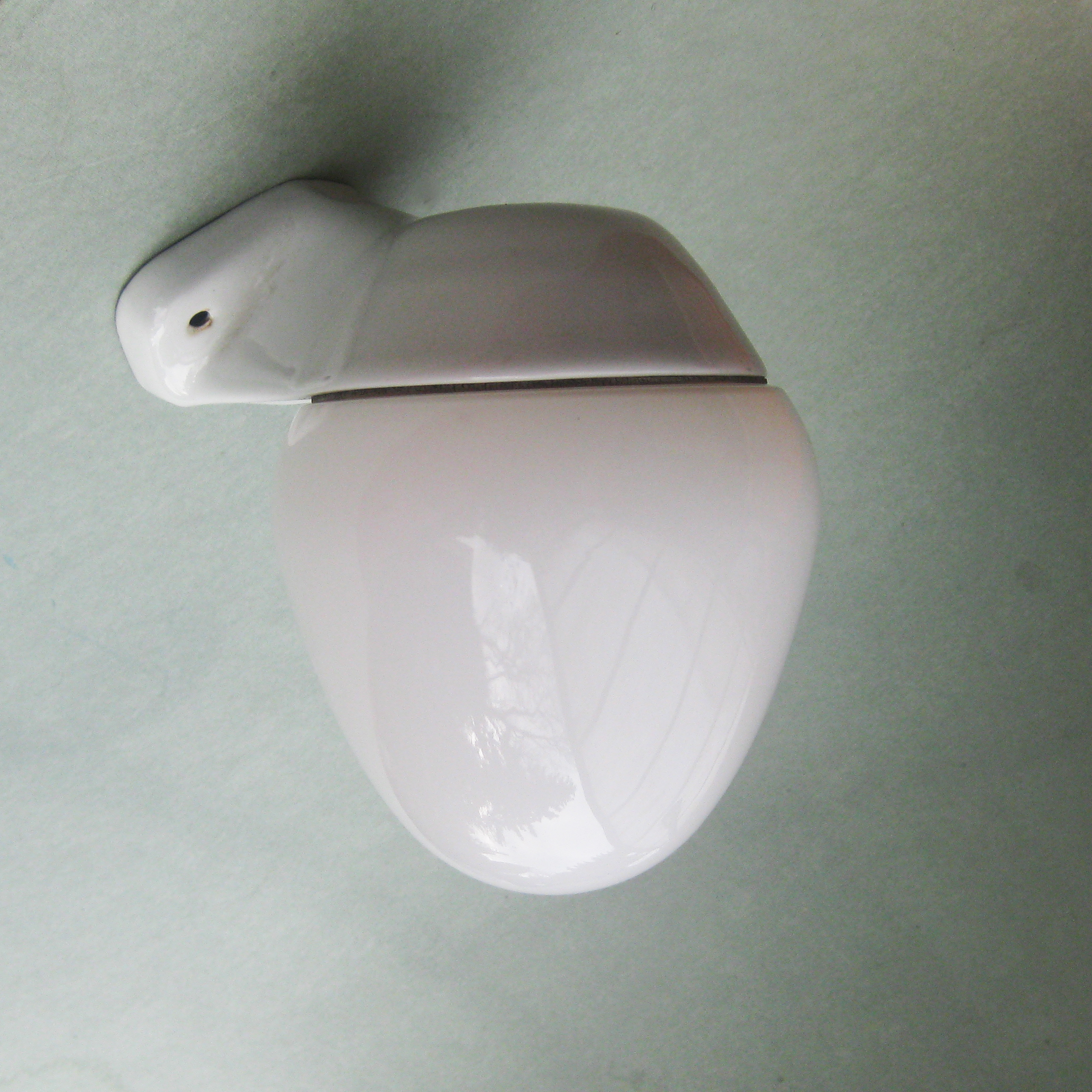
چراغ دیلیووی ۳۴۳ برای لیندنر لویشتن، ۱۹۵۵ میلادی

واگنفلد معتقد بود که اشیاء روزمرهٔ خانه باید «به اندازهٔ کافی ارزان برای کارگر و به اندازهٔ کافی برای ثروتمندان خوب باشد».

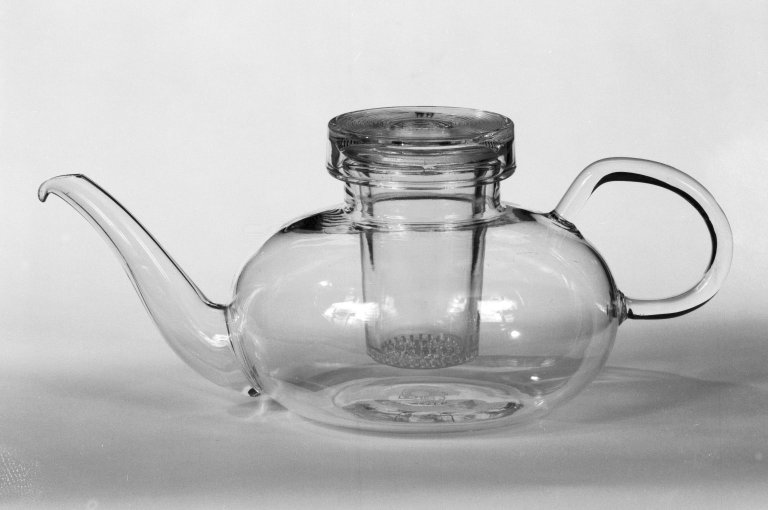
قوری، ۱۹۳۴–۱۹۳۰ میلادی، موزهٔ بروکلین

یکی از آثار کلاسیک او یک چراغ رومیزی است که با نام چراغ واگنفلد، ۱۹۲۴ میلادی شناخته می‌شود، که او به همراه کارل جی. جاکر آن را طراحی کرد. سرویس چای معروف او که در سال ۱۹۳۸ میلادی طراحی شده بود، هنوز در حال تولید است.

## میراث

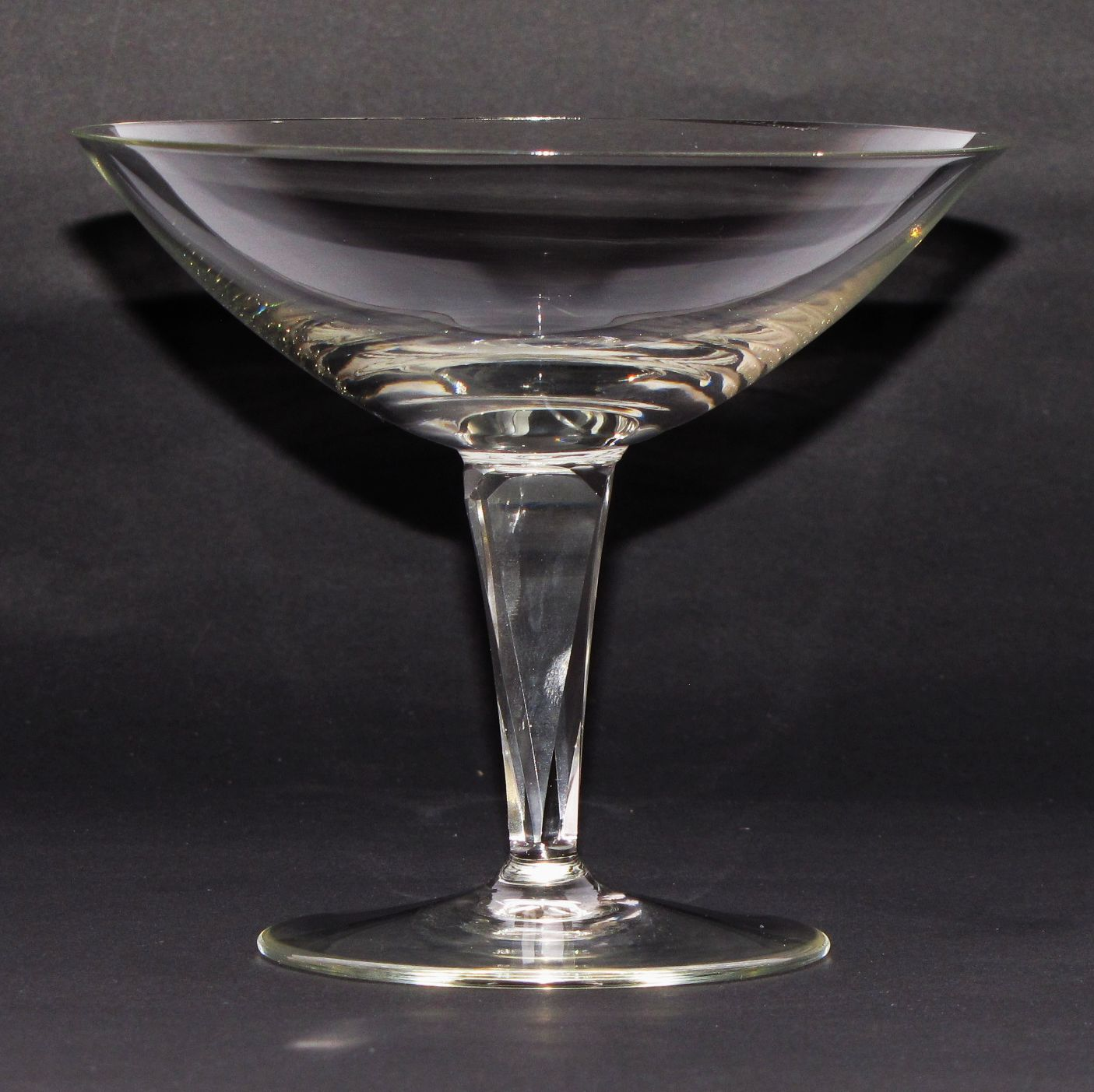
سرویس لیوان شامپاین «لوبن‌اشتاین»

خانهٔ ویلهلم واگنفلد، در فاصلهٔ یک پیاده‌ روی کوتاه از کونست‌هاله (گالری هنر) برمن، موزه‌ای است که به کارهای طراح باوهاوس متولد برمن اختصاص یافته‌ است. در ابتدا در سال ۱۸۲۸ میلادی به عنوان یک زندان نئوکلاسیک ساخته شد، که بعداً توسط گشتاپو برای بازجویی‌ها استفاده شد و تا دههٔ ۱۹۹۰ میلادی، به پناهجویان ناموفقی که در انتظار اخراج بودند، اقامتگاه‌های جمعی ارائه می‌داد. خانهٔ واگنفلد همچنین دارای مرکز طراحی است که از سمپوزیوم‌ها حمایت می‌کند و یک انجمن برای طراحان جوان فراهم می‌کند.
یک مدرسهٔ طراحی در برمن به نام ویلهلم-واگنفلد-شوله وجود دارد.
مالته واگنفلد، نوهٔ ویلهلم واگنفلد، مدرس ارشد و مدیر برنامهٔ طراحی صنعتی در دانشگاه آرام‌آی‌تی در ملبورن، استرالیا است.

## کتابشناسی
- «ویلهلم واگنفلد: (۱۹۹۰–۱۹۰۰ میلادی)»، ویرایش: مانسکه، بیآته، (۲۰۰۰ میلادی)؛ اُستفیلدرن: هاتیه کانتز. شابک: ۹۷۸-۳-۷۷۵۷-۰۸۸۶-۹.
- «روزانه در دست او: اشکال صنعتی ویلهلم واگنفلد از شش دهه»، ویراستاران: مانسکه، بیآته؛ شولتز، گودرون (۲۰۰۵ میلادی) [۱۹۸۷ میلادی]؛ آخیم: شرکت انتشاراتی بهترین زمان‌ها با مسئولیت محدود - ناشر ورپسودر. شابک: ۳-۸۸۸۰۸-۵۵۰-۰. (۵ ویرایش)، (به آلمانی)
- «ویلهلم واگنفلد و صنعت مدرن شیشه»، شایفله، والتر (۱۹۹۴ میلادی)؛ اُستفیلدرن: انتشارات هاتیه کانتز. شابک: ۹۷۸-۳-۷۷۵۷-۰۴۸۸-۵. (به آلمانی)